# Hendrik Marsman

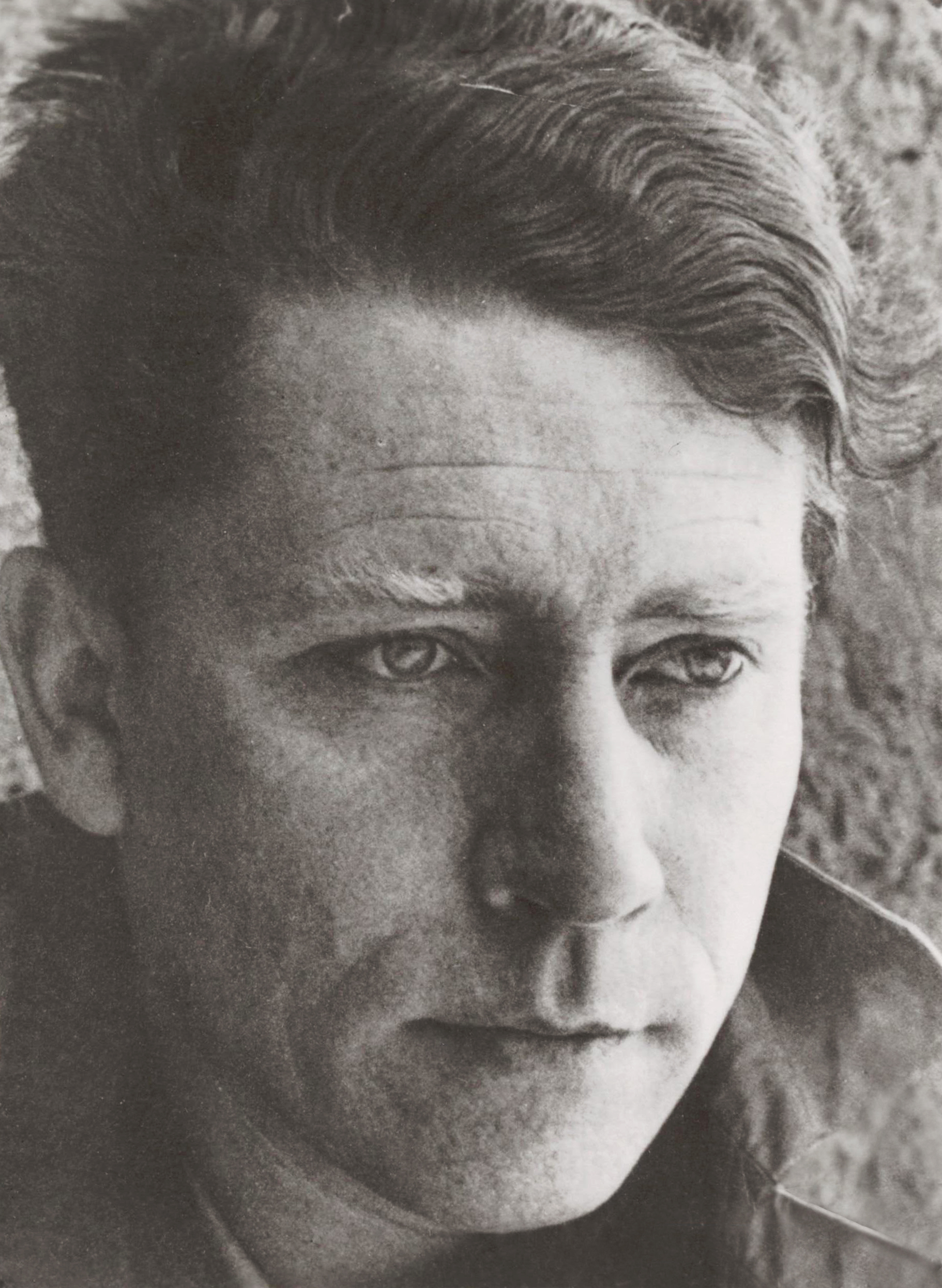
H. Marsman

Hendrik Marsman (* 30. September 1899 in Zeist; † 21. Juni 1940 bei einem Schiffsuntergang im Ärmelkanal) war ein niederländischer Schriftsteller. Am bekanntesten wurde sein Gedicht Herinnering aan Holland (Erinnerung an Holland), das zum niederländischen Gedicht des Jahrhunderts gewählt wurde.

## Leben und Werk
Hendrik Marsman war der Sohn eines Buchhändlers. Er studierte von 1929 bis 1933 Rechtswissenschaft an der Universität Utrecht und wurde Rechtsanwalt, beschäftigte sich aber hauptsächlich nur mit Literatur. Schon früh, während eines Deutschlandaufenthaltes im Jahr 1921, machte er Bekanntschaft mit dem Expressionismus. 1925 bis 1931 war er Redakteur der Zeitschrift De Vrije Bladen. Er veröffentlichte in der Literaturzeitschrift Forum und wurde Literaturkritiker beim NRC Handelsblad.
Marsman war befreundet mit den niederländischen Schriftstellern Menno ter Braak und Edgar du Perron. Er lebte zeitweise in Frankreich und unternahm zahlreiche Reisen nach Italien, Österreich und Spanien. Angezogen vom Katholizismus, veröffentlichte er auch Texte in der kirchlich-literarischen Zeitschrift De Gemeenschap.

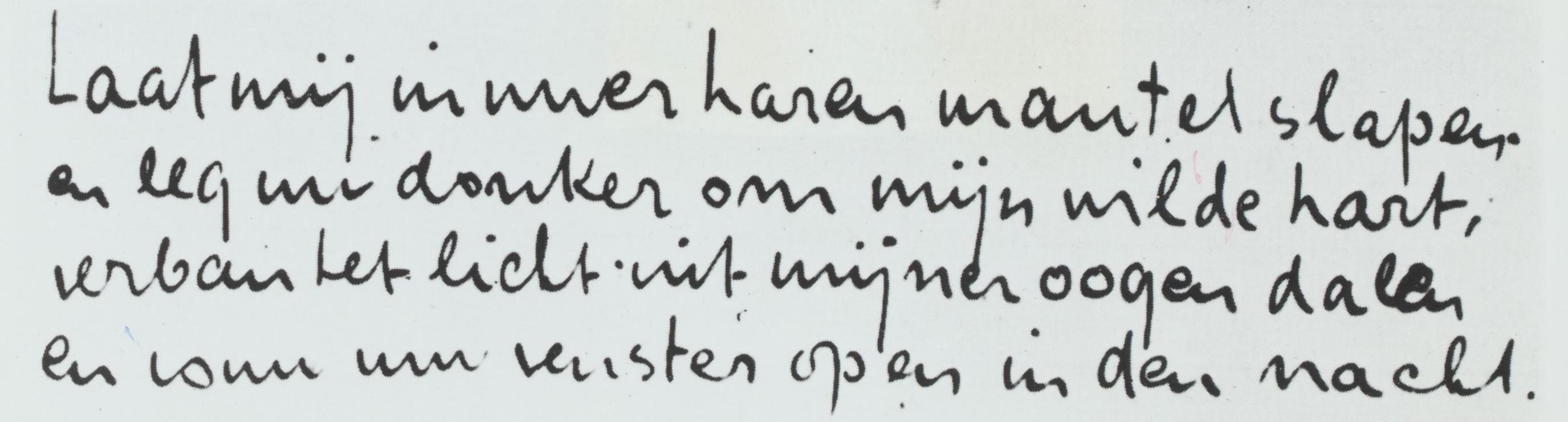
Handschrift Gedicht Invocatio

Hendrik Marsman gilt als Dichter des Vitalismus. Er war vom Expressionismus und von Friedrich Nietzsche beeinflusst, dessen dichterisch-philosophisches Werk Also sprach Zarathustra er ins Niederländische übersetzte (Aldus sprak Zarathoestra, 1941). Für Paradise regained erhielt er 1927 den Prijs van Amsterdam und für seine Lyriksammlung Porta Nigra 1936 den C.W. van der Hoogtprijs.

„[Marsman war ein] Verfasser dynamischer, explosiver Gedichte von greller Farbigkeit mit bruchstückhaften Versen und einer Häufung von Assoziationen. Im Mittelpunkt seiner Dichtung steht der Todesgedanke, der auch noch nach seiner Wendung zur Objektivität und Innerlichkeit vorherrscht. […] Das autobiografische Gedicht ‚Tempel en kruis‘ ist sein letztes und formal bestes Werk.“

## Hendrik Marsman und Albert Vigoleis Thelen
Hendrik Marsman war mit dem deutschen Schriftsteller Albert Vigoleis Thelen, den er 1934 auf Mallorca kennenlernte, bis zu seinem Tod befreundet. Thelen hat vor der Herausgabe seines zum Teil biografischen Hauptwerks Die Insel des zweiten Gesichts die Passagen über seinen Freund Marsman gestrichen. Zusammen mit Thelen übersetzte Marsman die Paulus-Biografie des portugiesischen Dichters und Mystikers Teixeira de Pascoaes ins Niederländische; sie erschien 1937 unter dem Titel Paulus. De dichter Gods. Zusammen übersetzten sie auch Pascoaes’ Werk Hieronymus (Hiëronymus. De dichter der vriendschap, 1939) und die postum (1946) erschienene Aphorismensammlung Verbum Obscurum. In den Jahren 1937 bis 1939 lebten Marsman und seine Frau Rien zeitweise zusammen mit dem Ehepaar Thelen im Exil im Tessin. Als sie vom deutsch-sowjetischen Nichtangriffspakt erfuhren, schien ihnen der Aufenthalt in der Schweiz zu unsicher und sie flohen nach Bordeaux. Thelen konnte Marsman nicht bewegen, mit ihm nach Portugal (er hatte eine Einladung von Pascoaes auf dessen Weingut) zu kommen. Marsman flüchtete nach England. Unterwegs ging das Schiff unter; er ertrank, seine Frau konnte gerettet werden.

## Werke

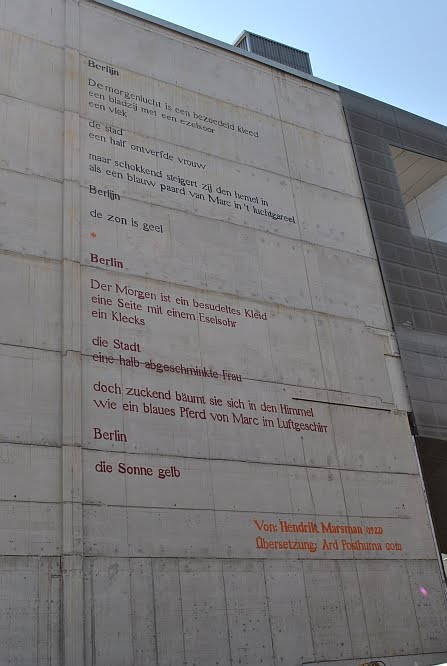
Gedicht Berlijn auf einer Mauer in Berlin

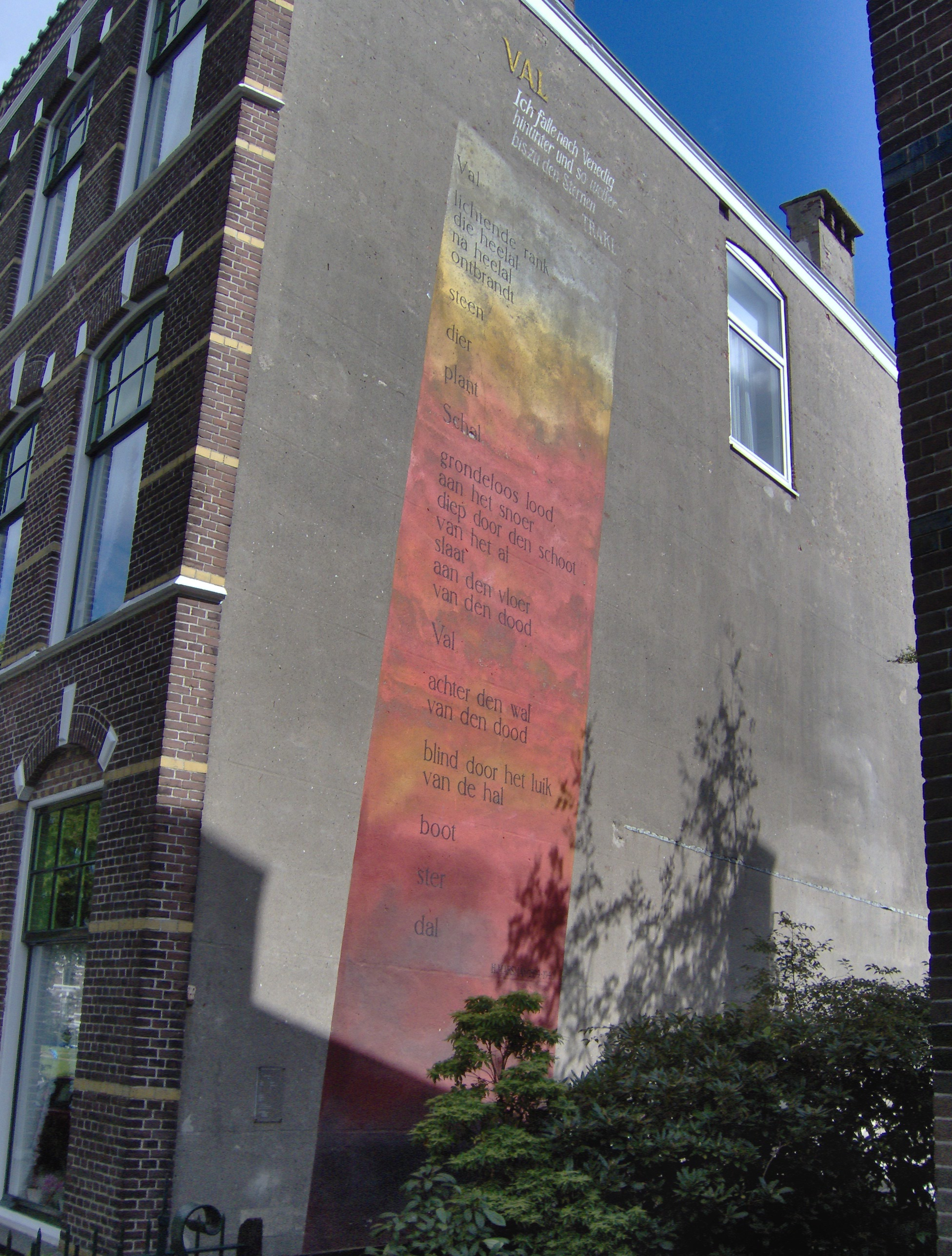
Marsmans Gedicht Herbst auf einer Hauswand in Leiden

### Niederländische Originalausgaben
- Verzen (Lyrik), 1923
- Penthesileia (Lyrik), 1925
- De anatomische les (Essay), 1926
- De vliegende Hollander (Essay), 1927
- Paradise Regained, 1927
- De vijf vingers (Skizzen), 1929
- Voorpost (Lyrik), 1931
- De dood van Angèle Degroux (Roman), 1933
- Porta Nigra (Lyrik), 1934
- Heden ik, morgen gij (Roman, zusammen mit Simon Vestdijk), 1936
- Verzameld werk (1938–1947)
- Menno ter Braak (Essay), 1939
- Tempel en kruis (Lyrik), 1940
- Brieven over literatuur (1945)

### Deutschsprachige Veröffentlichungen
- Gedichte. Hendrik Marsman. Mit einem Holzschnitt von Ellena Olsen. München 2007.
- Teresa Immaculata. Aus dem Niederländischen von Albert Vigoleis Thelen. In: Muschelhaufen. Band 39, Viersen 1999, ISSN 0085-3593.